# Benedetto Carulli
Pour les articles homonymes, voir Carulli.
Benedetto Carulli (Olginate, 3 avril 1797 – Milan, 7 avril 1877) est un clarinettiste et compositeur italien.

## Biographie
Né d'un père éditeur de musique, Giuseppe Antonio Carulli (1762–1830), il est issu d'une fratrie de quatre frères.
Élève de Giuseppe Adami au Conservatoire de Milan, puis professeur de clarinette dans le même conservatoire pendant 56 ans, il enseigne à la génération suivante, tels Ernesto Cavallini, Luigi Bassi et Romeo Orsi. Clarinette solo à la Scala pendant de nombreuses années (décennies 1830 et 1840), il forme avec ses collègues, le flûtiste Giuseppe Rabbouni, le hautboïste Carlo Ivon et bassoniste Antonio Cantu, un quatuor à vents célèbre dans toute l'Europe, et pour qui des compositeurs ont dédié nombre d'œuvres.
À la mort de son père, il obtient le brevet pour poursuivre le travail d'édition – accordé le 11 juin 1830 –, mais n’exerce qu'une année, avant la vente des 300 publications Carulli à la maison Ricordi.
Carulli compose une grande variété d'œuvres instrumentales, non exclusivement pour son instrument, certaines ayant pour thème la Semiramide (1823) de Rossini, Marco Visconti (1854) de Errico Petrella et Rigoletto (1851) de Verdi. Ses œuvres de chambre sont formellement coulées sur le modèle du XVIIIe siècle.
Il est l'auteur d'une méthode : Metodo per clarinetto (c. 1840, Milan F. Lucca).